# 결성 이씨
결성 이씨(結城李氏)는 충청남도 홍성군 결성면을 본관으로 하는 한국의 성씨이다. 시조 이창욱(李昌旭)은 조선의 홍양 초토사(招討使)로서 호남지방에 토적세을 진압하는데 공을 세우고 예산 전투에서 전사 호으며, 조선의 조정에서 그를 호남제군진무대장군(湖南諸郡 鎭撫大將軍)에 추증하고 결주군(潔州君)에 봉했다.

## 참고 자료
- “결성이씨(結城李氏)”. 뿌리를 찾아서.[깨진 링크(과거 내용 찾기)]